# 25-й Берлинский международный кинофестиваль
25-й Берлинский международный кинофестиваль прошёл с 27 июня по 8 июля 1975 года в Западном Берлине.

## Жюри
- Сильвия Симс (председатель жюри)
- Оттокар Рунце
- Генри Чапьер
- Эльзе Гольц
- Альберт Джонсон
- Ростислав Юренев
- Карло Мартыньш
- С. Сухдев

## Конкурсная программа
- Квартальный отчёт, режиссёр Кшиштоф Занусси
- Фантастическая комедия, режиссёр Ион Попеску-Гопо
- Далеко от дома, режиссёр Сохраб Шахид Салесс
- Дюпон Лажуа, режиссёр Ив Буассе
- Ледниковый период, режиссёр Петер Задек
- Незнакомец прибыл на поезде, режиссёр Ларс Зелестам
- Увеличение доли, режиссёр Паоло Нуцци
- Якоб-лжец, режиссёр Франк Байер
- Джон Гликштадт, режиссёр Ульф Мие
- Кто ищет золотое дно, режиссёр Иржи Менцель
- Грандиозный дом, режиссёр Франсиско Родригес Гордильо
- Любовь под вязами, режиссёр Джанлуиджи Кальдероне
- Оставьте нас одних, режиссёр Эрнст Йохансен и Лассе Нильсен
- Лили, полюби меня, режиссёр Морис Дюговсон
- Любовь и смерть, режиссёр Вуди Аллен
- Удочерение, режиссёр Марта Месарош
- Мёртвый сезон, режиссёр Алан Бриджес
- Повелитель, режиссёр Стюарт Купер
- Отряд, режиссёр Кирк Дуглас
- Samna, режиссёр Джаббар Патель
- Публичный дом № 8, режиссёр Кэй Кумаи
- Сто дней после детства, режиссёр Сергей Соловьёв
- Две меланхоличные истории, рассказанные у батареи центрального отопления, режиссёр Нучка ван Бракель, Эрни Дамен, Бас ван дер Лек

## Награды
- Золотой медведь:
  - Удочерение, режиссёр Марта Месарош
- Золотой Медведь за лучший короткометражный фильм:
  - See
- Серебряный медведь:
- Серебряный медведь за лучшую мужскую роль:
  - Властимил Бродский — Якоб-лжец
- Серебряный медведь за лучшую женскую роль;
  - Кинуё Танака — Публичный дом № 8
- Серебряный медведь за лучшую режиссёрскую работу:
  - Сергей Соловьёв — Сто дней после детства
- Серебряный медведь — специальный приз за лучший короткометражный фильм:
  - Страсть
  - ССС
- Серебряный Медведь — специальный приз жюри:
  - Дюпон Лажуа
  - Повелитель
- Приз международной ассоциации кинокритиков (ФИПРЕССИ):
- Приз ФИПРЕССИ (конкурсная программа):
  - Далеко от дома
- Приз ФИПРЕССИ (программа «Форум»):
  - Хор
- Приз международной ассоциации кинокритиков — рекомендация:
- Приз международной ассоциации кинокритиков — рекомендация (программа «Форум»):
  - Калина красная
  - Никто или всё
  - Дневник
  - Istenmezején 1972-73-ban
- Приз международного евангелического жюри:
- Приз международного евангелического жюри (программа «Форум»):
  - Лина Браке
  - Комедианты[какой?]
- Приз имени Отто Дибелиуса международного евангелического жюри:
  - Повелитель
  - Удочерение
- Приз международного евангелического жюри - рекомендация:
- Приз международного евангелического жюри - рекомендация (конкурсная программа):
  - Дюпон Лажуа
  - Якоб-лжец
  - Далеко от дома
- Приз международного евангелического жюри - рекомендация (программа «Форум»):
  - Сомнение
  - Калина красная
  - Примите это как мужчина, мадам
- Приз Международной Католической организации в области кино (OCIC):
- Приз Международной Католической организации в области кино (конкурсная программа):
  - Квартальный отчёт
- Приз Международной Католической организации в области кино (программа «Форум»):
  - Никто или всё
- Приз Международной Католической организации в области кино - рекомендация:
- Приз Международной Католической организации в области кино - рекомендация (конкурсная программа):
  - Далеко от дома
  - Публичный дом № 8
  - Удочерение
- Приз Международной Католической организации в области кино - рекомендация (программа «Форум»):
  - Калина красная
  - Лина Браке
  - Счастливая семейная жизнь
- Награда C.I.D.A.L.C.:
  - Удочерение
- Премия международного союза кинокритиков (UNICRIT):
  - Любовь и смерть
- Приз газеты Berliner Morgenpost:
  - Дюпон Лажуа